# Slink Johnson
Gerald „Slink” Johnson, znany również pod pseudonimem „SIink Capone”, (ur. w Arkansas) – amerykański raper, aktor, aktor głosowy i komik. Jest znany ze swojej roli w komediowym sitcomie Black Jesus oraz wcielanie się w postać Lamara Davisa w grze wideo Grand Theft Auto V z 2013 roku.

## Mem internetowy
W 2021 roku Johnson ponownie wcielił się w rolę Lamara i razem z Shawnem Fonteno (który wcielił się w rolę Franklina Clintona) wzięli udział w rekonstrukcji na żywo przerywnika filmowego kończącego misję w grze wideo Grand Theft Auto V o tytule „Franklin i Lamar”, w której Lamar krytykuje („roast”) Franklina. Scena ta stała się virallowym memem internetowym i zdobyła dużą popularność. Powstało dużo parodii przerywnika, które zostały przesłane na YouTube i inne witryny hostingowe wideo, zwykle parodie polegały na zastąpieniu postaci Lamara różnymi ikonami kultury popularnej, takimi jak między innymi Darth Vader, Vegeta i Królewna Śnieżka.

## Filmografia
| Rok       | Tytuł                               | Rola                 | Informacje                |
| --------- | ----------------------------------- | -------------------- | ------------------------- |
| 2007      | Gangsta Rap: The Glockumentary      | Murder Mike          | Głowna rola               |
| 2008      | The Super Rumble Mixshow            | Black Jesus          | Program w TV              |
| 2010      | Freaknik: The Musical               | Virgil's Boss (głos) | Film                      |
| 2010      | The Boondocks                       | Lando                | Wystąpił w 1 odcinku      |
| 2010–2011 | Kolekcjoner kości                   | Strenzel Washington  | Głowna rola; Program w TV |
| 2011      | G Code: Check Yo Nuts               | G Code Man           | Głowna rola               |
| 2012      | Highway                             | Budtender            | Film                      |
| 2013      | Grand Theft Auto V                  | Lamar Davis          | Rola głosowa w grze video |
| 2013      | Grand Theft Auto Online             | Lamar Davis          | Rola głosowa w grze video |
| 2014      | Community Service                   | Dwayne Tate          | Główna rola               |
| 2014–2019 | Black Jesus                         | Black Jesus          | Główna rola               |
| 2015      | Pariah                              | Roger                | Film telewizyjny          |
| 2015      | Meet My Valentine                   | Emcee                | Film telewizyjny          |
| 2015      | Rekinado 3                          | Lieutenant Jared     | Film telewizyjny          |
| 2015      | Six Guys One Car                    | Andre                | Wystąpił w 1 odcinku      |
| 2016      | Spook Hunters                       | Bunchy Jackson       | Główna rola               |
| 2016      | Major Deal                          | Pasażer Ubera        | Film                      |
| 2016      | Winning Ugly                        | Daryl Justice        | Film telewizyjny          |
| 2017      | Ad-TV                               | On sam               | Wystąpił w 2 odcinkach    |
| 2017      | The High Court                      | Guest Balliff        | Film                      |
| 2017      | Too Shorts Boombox                  | Guest                | Film telewizyjny          |
| 2017      | Dead House                          | Clarence             | Wystąpił w 6 odcinkach    |
| 2017      | The Outdoorsman                     | Jimmy                | Film                      |
| 2017      | White Girl Voice                    | G                    | Główna rola               |
| 2018      | The 5th Quarter                     | Jesus                | Wystąpił w 1 odcinku      |
| 2019      | Kevin Hart's Guide to Black History | William Tillman      | Film telewizyjny          |
| 2019      | Perfectly Single                    | Pat                  | Film                      |